# F. League 2013-2014
La F. League 2013/2014 è la 7ª edizione della massima divisione giapponese di calcio a 5.

## Squadre
Le squadre che hanno partecipano alla 7ª edizione della massima divisione giapponese 2013/2014 sono:
| Squadre               | Città/Prefettura    | Palazzetto                          | Anno di fondazione |
| --------------------- | ------------------- | ----------------------------------- | ------------------ |
| Espolada Hokkaido     | Sapporo, Hokkaidō   | Hokkaido Prefectural Sports Center  | 2008               |
| Bardral Urayasu       | Urayasu, Chiba      | Urayasu General Gymnasium           | 1998               |
| Fuchu Athletic FC     | Fuchū, Tokyo        | Fuchu Sports Center                 | 2000               |
| ASV Pescadola Machida | Machida, Tokyo      | Machida Municipal General Gymnasium | 1999               |
| Shonan Bellmare       | Hiratsuka, Kanagawa | Odawara Arena                       | 2007               |
| Agleymina             | Hamamatsu, Shizuoka | Hamamatsu Arena                     | 1996               |
| Nagoya Oceans         | Nagoya, Aichi       | Taiyo Yakuhin Ocean Arena           | 2006               |
| Shriker Osaka         | Osaka, Osaka        | Osaka Municipal Central Gymnasium   | 2002               |
| Deução Kobe           | Kōbe, Hyogo         | Kobe Green Arena                    | 1993               |
| Vasagey Oita          | Ōita, Ōita          | Oozu Sports Park                    | 2003               |

## Classifica finale
| P  | Team                  | Pts | Pld | W  | D  | L  | GF  | GA  | GD   | Qualificata            |
| -- | --------------------- | --- | --- | -- | -- | -- | --- | --- | ---- | ---------------------- |
| 1  | Nagoya Oceans         | 89  | 36  | 28 | 5  | 3  | 178 | 90  | +88  | AFC Futsal Club Champ. |
| 2  | Vasagey Oita          | 61  | 36  | 19 | 4  | 13 | 112 | 84  | +28  | Play Off               |
| 3  | Bardral Urayasu       | 56  | 36  | 16 | 8  | 12 | 91  | 91  | 0    | Play Off               |
| 4  | Shriker Osaka         | 50  | 36  | 14 | 8  | 14 | 100 | 98  | +2   | Play Off               |
| 5  | ASV Pescadola Machida | 57  | 36  | 16 | 9  | 11 | 92  | 79  | +13  | Play Off               |
| 6  | Deução Kobe           | 56  | 36  | 17 | 5  | 14 | 113 | 111 | +2   | Play Off               |
| 7  | Fuchu Athletic FC     | 49  | 36  | 16 | 71 | 19 | 102 | 89  | +13  |                        |
| 8  | Espolada Hokkaido     | 44  | 36  | 13 | 5  | 18 | 93  | 113 | -20  |                        |
| 9  | Shonan Bellmare       | 43  | 36  | 12 | 7  | 17 | 99  | 115 | -16  |                        |
| 10 | Agleymina             | 9   | 36  | 9  | 3  | 33 | 70  | 180 | -110 |                        |

## Play-off
| Round              | Sede               | Squadra       | Punteggio | Squadra         |
| ------------------ | ------------------ | ------------- | --------- | --------------- |
| Final round 1 2014 | Nagoya Ocean Arena | Nagoya Oceans | 6-7       | Bardral Urayasu |
| Final round 2 2014 | Nagoya Ocean Arena | Nagoya Oceans | 7-0       | Bardral Urayasu |

## Verdetti
- Nagoya Oceans vince il campionato.
- Nagoya Oceans qualificata alla AFC Futsal Club Championship

Vedi: F. League

## Cannonieri
| Posizione | Giocatori                     | Goal |
| --------- | ----------------------------- | ---- |
| 1         | Kaoru Morioka (Nagoya Oceans) | 38   |
| 2         | Bola (Shonan Bellmare)        | 32   |
| 3         | Vinicius (Shriker Osaka)      | 26   |
| 4         | Ximbinha (Nagoya Oceans)      | 25   |